# STS-56
STS-56 byla mise raketoplánu Discovery. Celkem se jednalo o 54. misi raketoplánu do vesmíru a 16. pro Discovery. Cílem mise bylo vynesení atmosférické laboratoře ATLAS-2.

## Posádka
- Kenneth D. Cameron (2) velitel
- Stephen S. Oswald (2) pilot
- C. Michael Foale (2) letový specialista 1
- Kenneth D. Cockrell (1) letový specialista 2
- Ellen Ochoaová (1) letový specialista 3

V závorkách je uvedený dosavadní počet letů do vesmíru včetně této mise.